# Polytrichastrum tenellum
Polytrichastrum tenellum là một loài Rêu trong họ Polytrichaceae. Loài này được (Müll. Hal.) G.L. Sm. miêu tả khoa học đầu tiên năm 1975.